# Pintor Statathou
El Pintor Stathatou fue un pintor ático de vasos del período geométrico tardío  (geométrico tardío IIb) cuyas obras están datadas en el último tercio del siglo VIII a. C.
Pertenece al círculo del taller de Atenas 894 y, por lo tanto, se encuentra en una línea que conducía desde el Pintor de Dípilon, pasaba por el Grupo Subdipilón y llegaba hasta él y otros pintores, como el Pintor de Filadelfia. Probablemente fue pintor de vasos y alfarero a la vez. Se le atribuyen algunas innovaciones importantes en la pintura de vasos y cerámica ática. Por ejemplo, fue el primer pintor que mostró criaturas míticas en sus vasos como esfinges, centauros y cabras aladas. También fue el primero en representar leones enfrentados y animales en el árbol de la vida. Las formas de vasos que introdujo son el enócoe, cuyo cuello se funde en el cuerpo en un arco, y los calderos, que se colocaban en un soporte perforado. Se le dio su nombre convenido por el vaso que tiene su nombre de la Colección Stathatou, que hoy pertenece al Museo Arqueológico Nacional de Atenas. Es posible que fuera el maestro del Pintor de Mesogea y del Pintor de Analato, que completaron la transición de la cerámica fabricada en Atenas entre el estilo geométrico y el estilo protoático, lo que ya aparece en el Pintor Stathatou.